# Unión Aérea Española

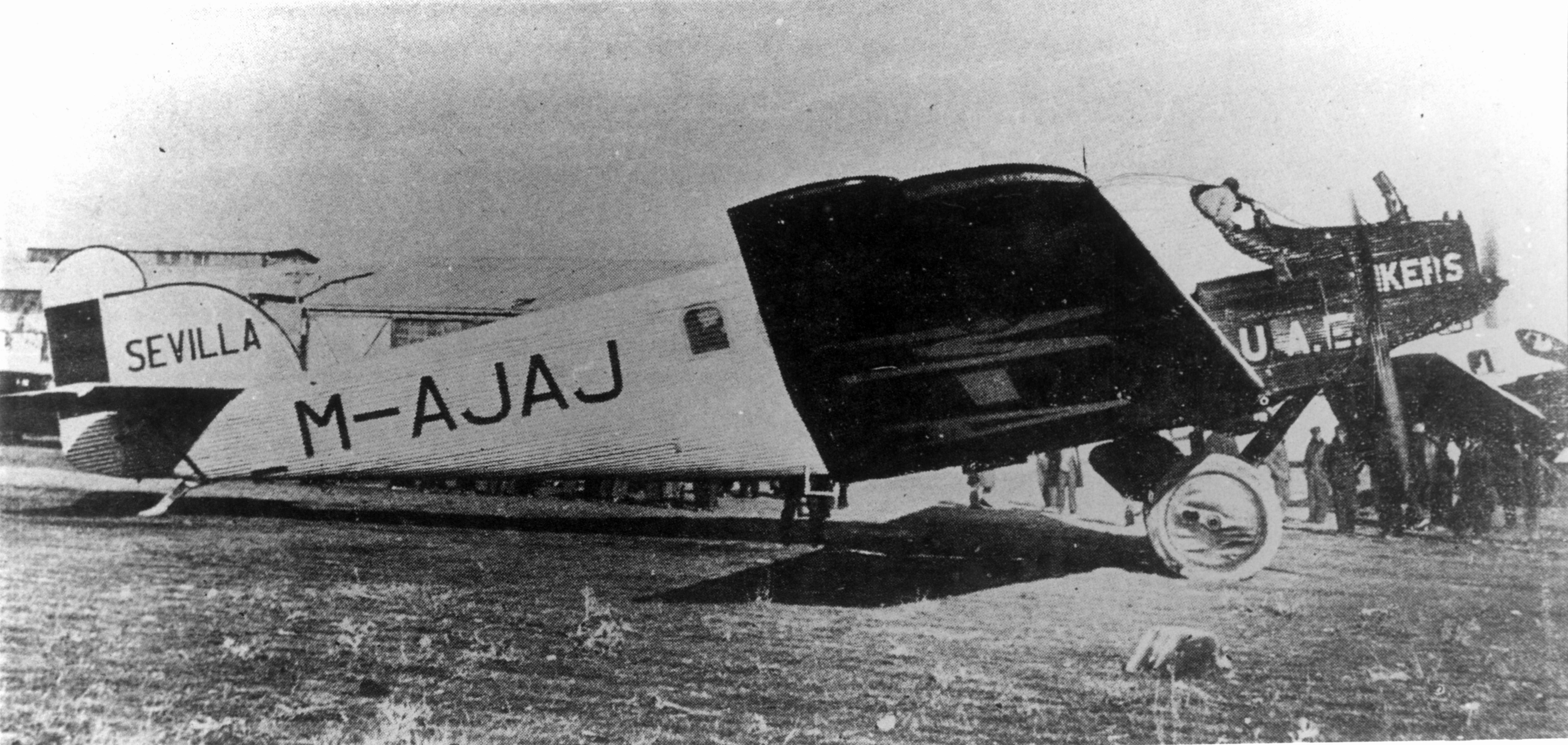
Junkers G-24 Unión Aérea Española

Unión Aérea Española S.A. (kurz: U.A.E) war eine spanische Fluggesellschaft mit Sitz in Madrid.  U.A.E wurde 1925 mit einem Mehrheitskapital der deutschen Junkers Flugzeugwerke gegründet. Ab 1926 wurde der Linienverkehr mit Maschinen des Typs Junkers G 24 zwischen Madrid Flughafen Getafe und Tablada, Sevilla, Tanger und Lissabon betrieben.
Im Januar 1929 wurde das U.A.E. Kapital, Maschinen und Einrichtungen als Startkapital in die neu gegründete Fluggesellschaft Concesionaria de Líneas Aéreas Subvencionadas S.A. (CLASSA) übertragen. Das neue Unternehmen nahm den Betrieb am 27. Mai 1929 mit den Linienverbindungen Madrid – Sevilla wieder auf. Ab 20. Juni 1929 Madrid – Barcelona,  30. September 1929 folgte Sevilla – Larache – Madrid – Paris -Biarritz. Anfang 1931 wurde ein Fracht- und Luftpostlinie gegründet  Líneas Aeropostales Españolas (LAPE) die Flüge zu den Kanarischen Inseln Las Palmas, Casablanca und Agadir betrieb. Kurz vor dem spanischen Bürgerkrieg hatte die Fluggesellschaft eine Flotte von 18 Flugzeugen. Die Basis dieser Flotte waren die Junkers G 24 (9 Passagiersitze), der Typ De Havilland DH.89 Dragon Rapide (8 Sitze) und  die Fokker F.VIIa (15 Sitze).
Infolge des Spanischen Bürgerkrieges wurde das Unternehmen 1939 aufgeben. Iberia übernahm einen Teil der Maschinen und Flugrouten.